# Tadeusz Polański
Tadeusz Polański (ur. 22 sierpnia 1943 w m. Suche) – polski polityk i spółdzielca, poseł na Sejm II i IV kadencji.

## Życiorys
Ukończył studia na Wydziale Zootechnicznym Wyższej Szkoły Rolniczej w Olsztynie. Pracował w związkach rolniczych i administracji lokalnej. Należał do Zjednoczonego Stronnictwa Ludowego, następnie przystąpił do Polskiego Stronnictwa Ludowego. W 1992 zaczął prowadzić Przedsiębiorstwo Farmaceutyczne „Leki Natury” (początkowo działające pod nazwą PPH „Dar Natury”), w latach 1982–2001 był prezesem zarządu spółdzielni mleczarskiej w Rykach. Od 1998 do 2001 zasiadał w sejmiku lubelskim.
Sprawował mandat posła na Sejm II i IV kadencji z ramienia PSL, wybranego w okręgach lubelskich: nr 25 i nr 6 (do Sejmu III kadencji w 1997 nie został wybrany). W 2005 nie ubiegał się o reelekcję.
W 2001 otrzymał Krzyż Kawalerski Orderu Odrodzenia Polski.